# Georges Lemaire
Georges Lemaire (Bailly, 19 de fevereiro de 1853 - Paris, 21 de agosto de 1914) foi escultor, gravador em pedras finas e medalheiro francês.

## Biografia
Georges Henri Lemaire nasceu em 19 de fevereiro de 1853 em Bailly, no departamento de Yvelines. Ele foi aluno de Grivel, Lambert e J. Lequien.
Ele foi membro da Sociedade de Artistas Franceses desde 1887. Ele expôs no Salon des Artistes Français, onde recebeu uma menção honrosa em 1882, uma medalha de 3ª classe em 1885, uma medalha de 2ª classe em 1886, uma medalha de prata na Exposição Universal de 1889, uma medalha de 1ª classe em 1894, o Grande Prêmio na Exposição Universal de 1900 e uma medalha de honra em 1908. Foi nomeado Cavaleiro da Legião de Honra em 1896.

## Obras

### Esculturas
- Nantes, Cemitério da Miséricorde: Monumento funerário de Édouard Normand, baixo-relevo em pedra.
- Orléans, Museu Histórico e Arqueológico de Orléans: Fernand Rabier, busto de mármore.
- Paris, Cemitério de São Vicente, 13ª Divisão: David Gruby, busto de bronze.

Predefinição:Saut

Obras de Georges Lemaire
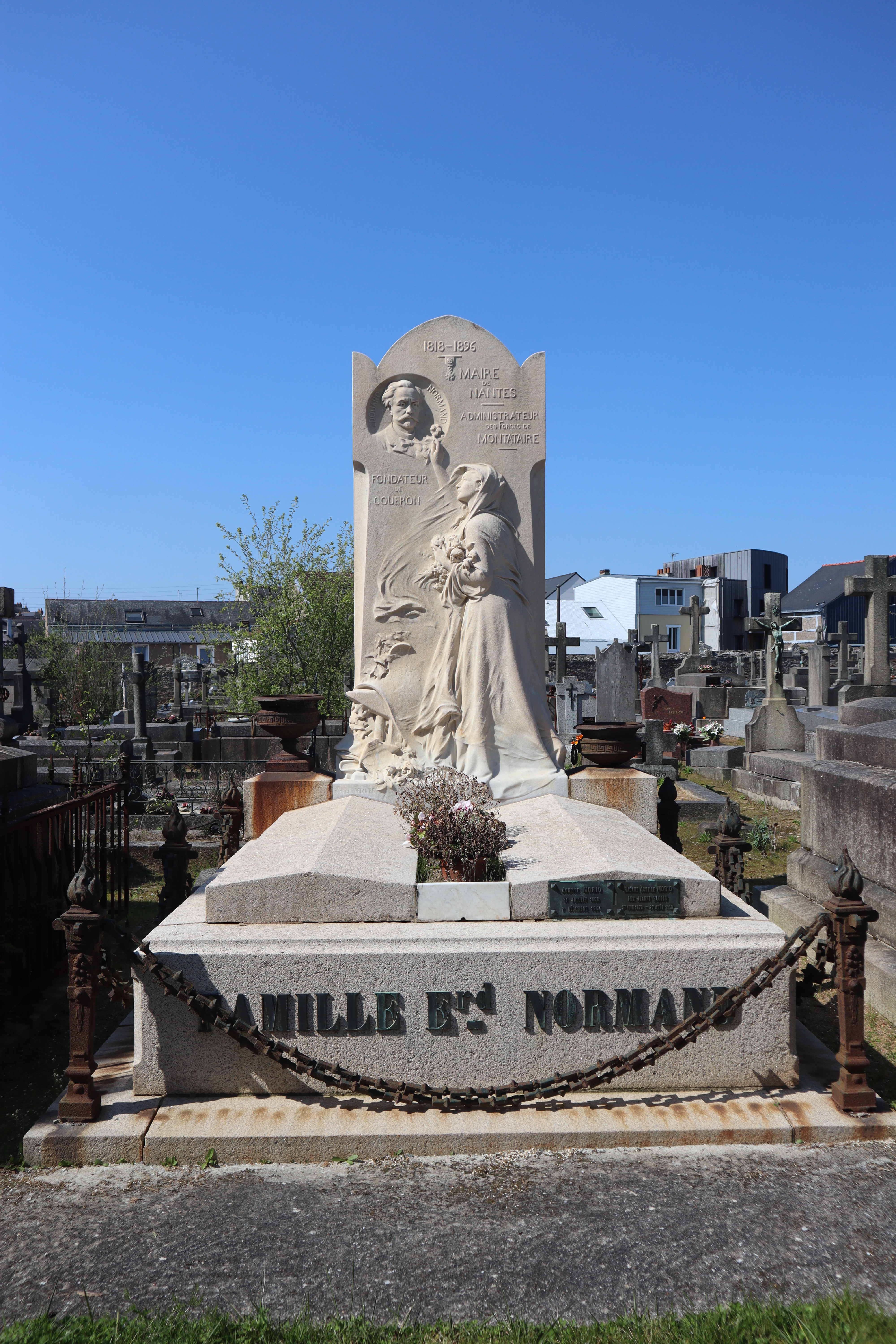
Monumento funerário de Édouard Normand, Nantes, cemitério da Misericórdia.
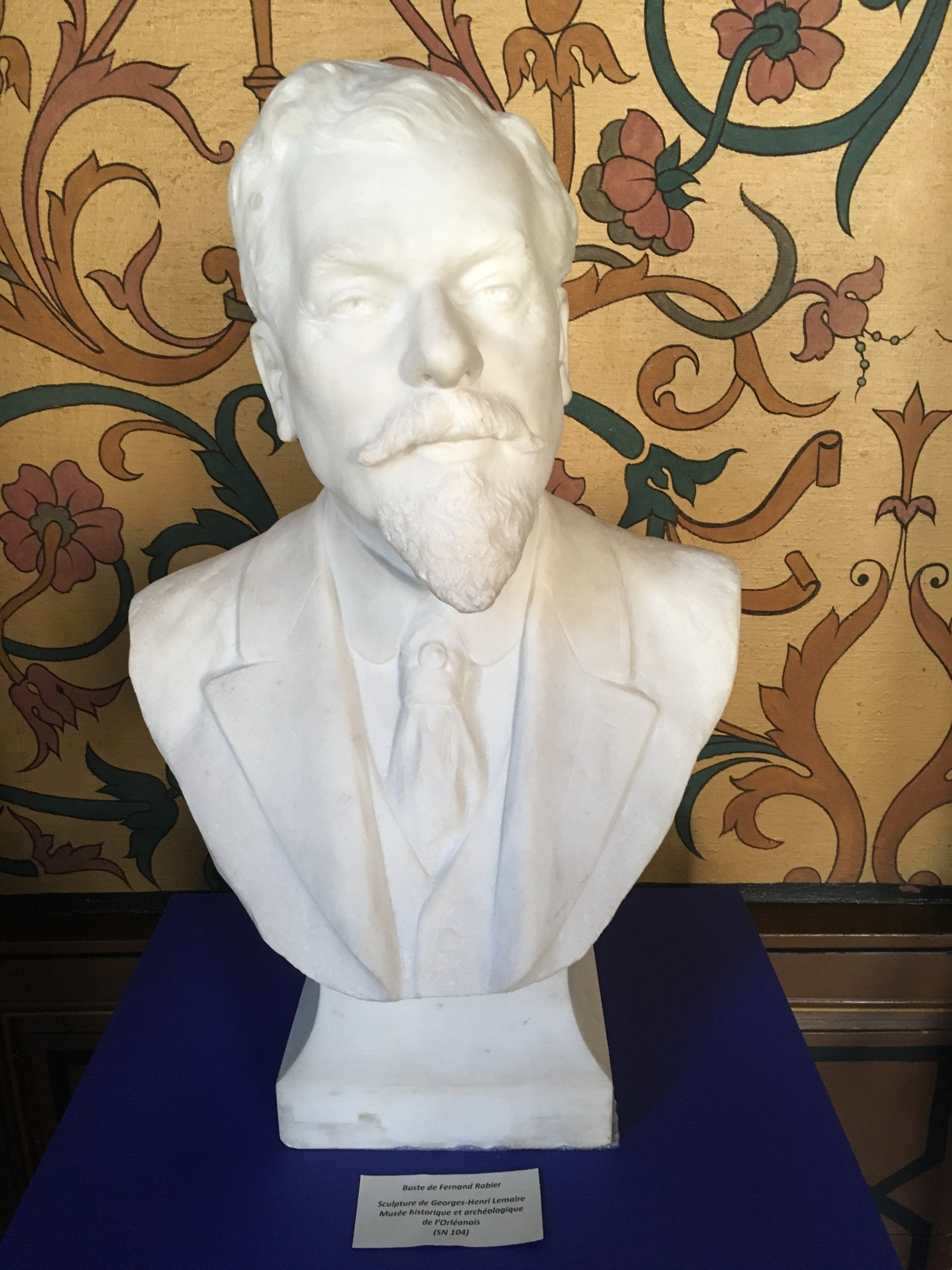
Fernand Rabier, Orléans, museu histórico e arqueológico de Orléans.
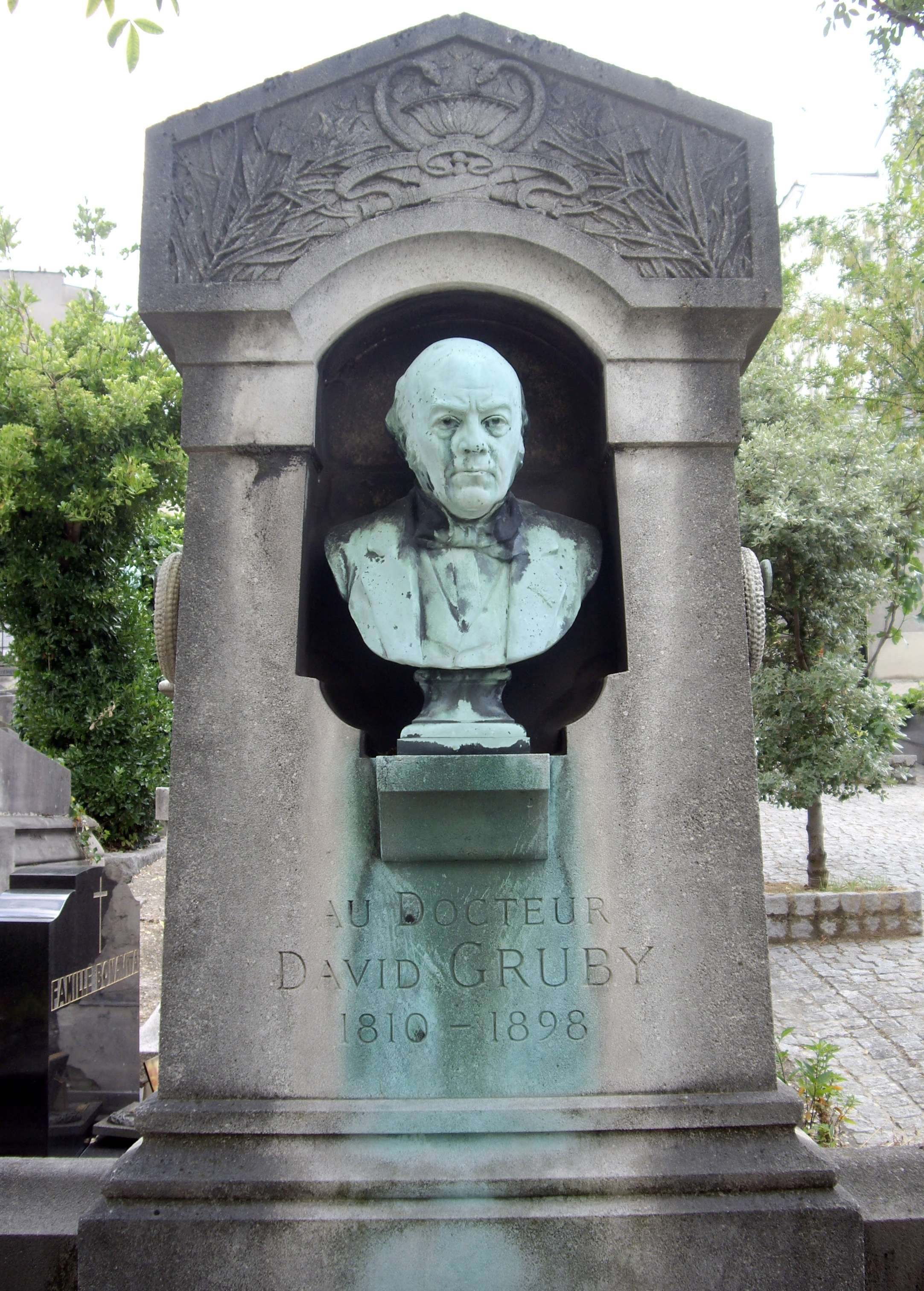
David Gruby, Paris, cemitério de Saint-Vincent (13ª divisão).

### Camafeus de pedra
- Paris:
  - Museu de Orsay:
    - A Mão Quente, 1885, inv. OAO 3195;
    - Flora e Zephyr, 1888, inv. OAO 227;
    - A Morte de Narciso, 1895, apresentada na Feira Mundial de 1900 (nº 391), inv. OAO 1139;
    - Mensageiros dos Deuses, 1897, apresentado na Feira Mundial de 1900 (nº 392), inv. OAO 1138;
    - Primavera, 1900, inv. OAO 226;
    - Na fonte, 1904, inv. OAO 1172;
    - Madrugada, 1906, inv. OAO 225, LUX 36.

  - Pequeno Palácio: Outono, circa 1898, inv. OGAL80.

### Estatuetas de pedra fina
- Paris, Petit Palais:
  - Imortalidade, 1905, inv. OGAL125;[3]
  - Étienne Marcel, 1914, inv. OGAL486.[4]

### Medalhas
- Medalha Comemorativa da Expedição à China (1901), 1902.
- Medalha Comemorativa de Marrocos, 1909.
- Medalha Colonial, 1893.
- Medalha Comemorativa da Guerra de 1870-1871, 1911.

Predefinição:Saut

Obras de Georges Lemaire
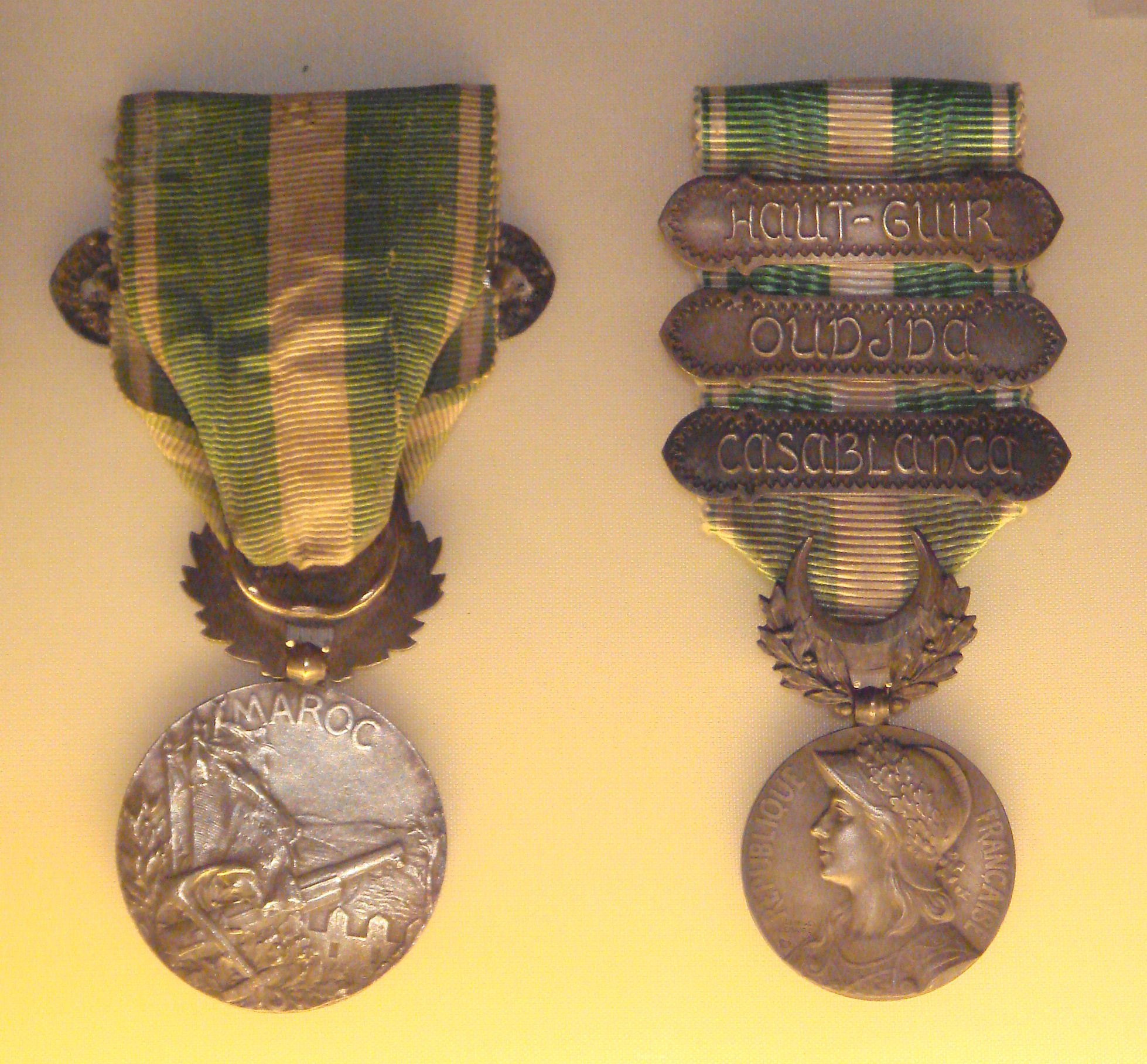
Medalha Comemorativa de Marrocos (1909).
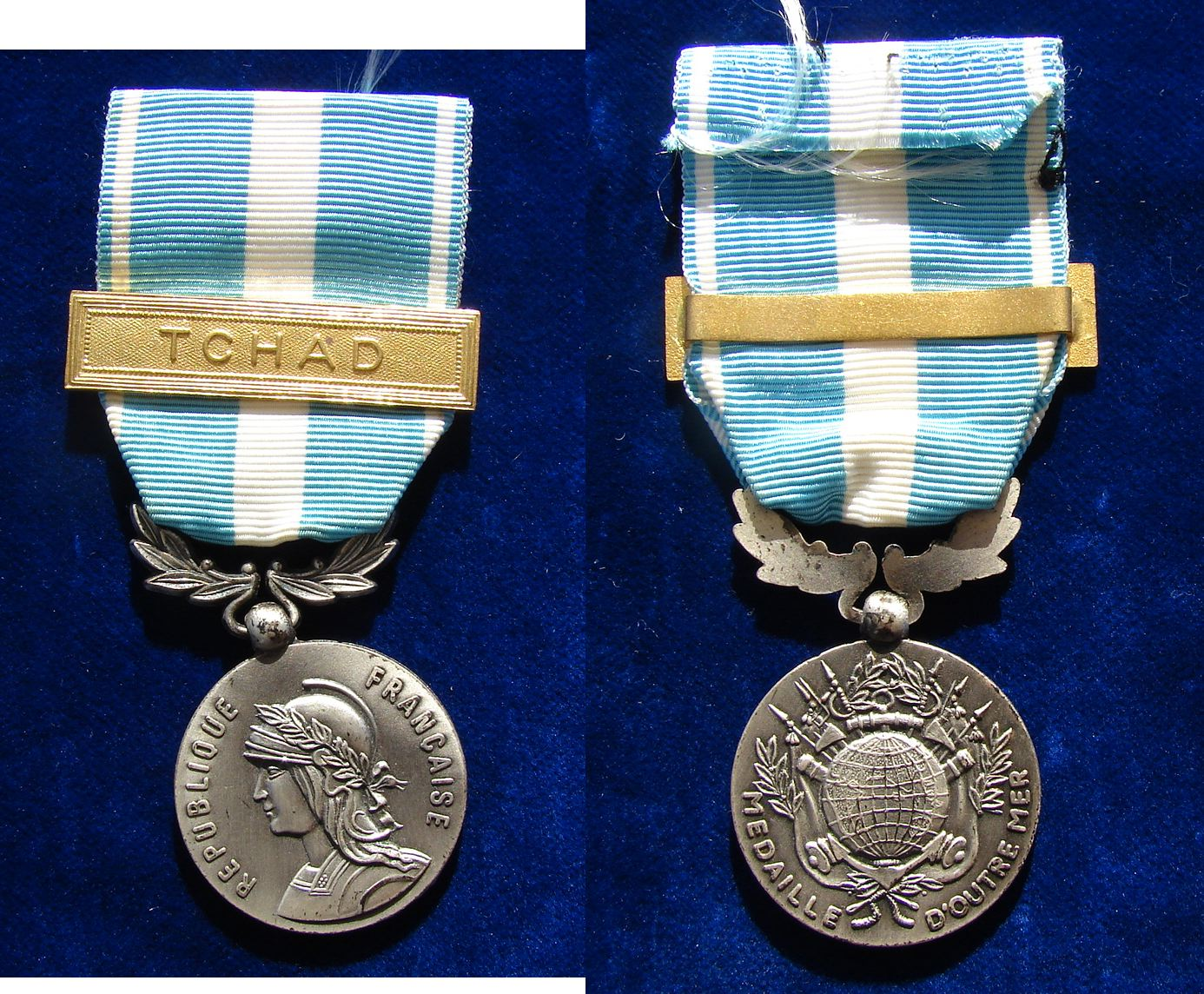
Medalha do Ultramar (1893) com fecho "Chade".
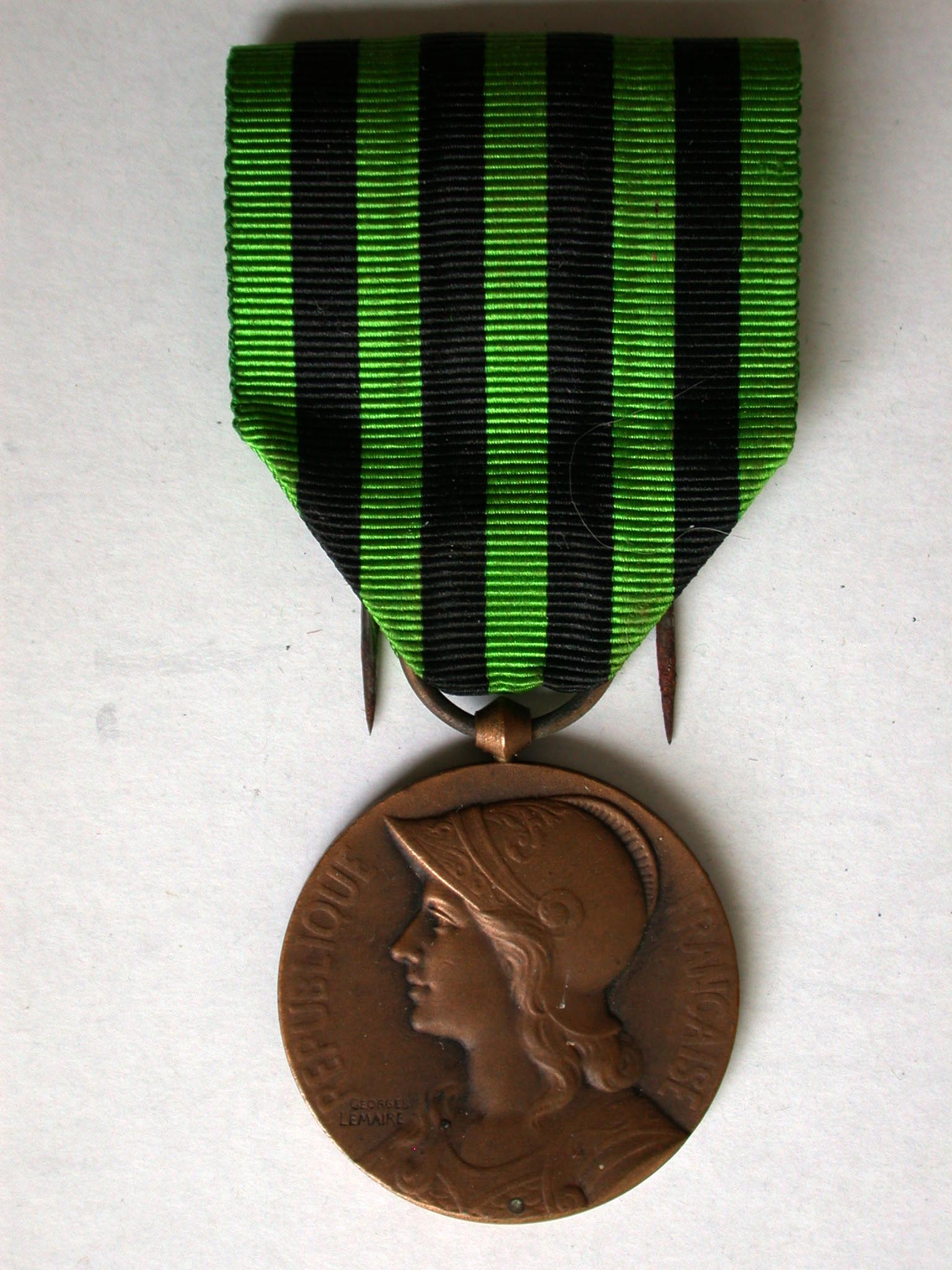
Medalha Comemorativa da Guerra 1870-1871 (1911).